# トリブス
トリブス（ラテン語: Tribus）は、古代ローマの行政区画。ここでは主に王政期と共和政期のトリブスについて扱う。

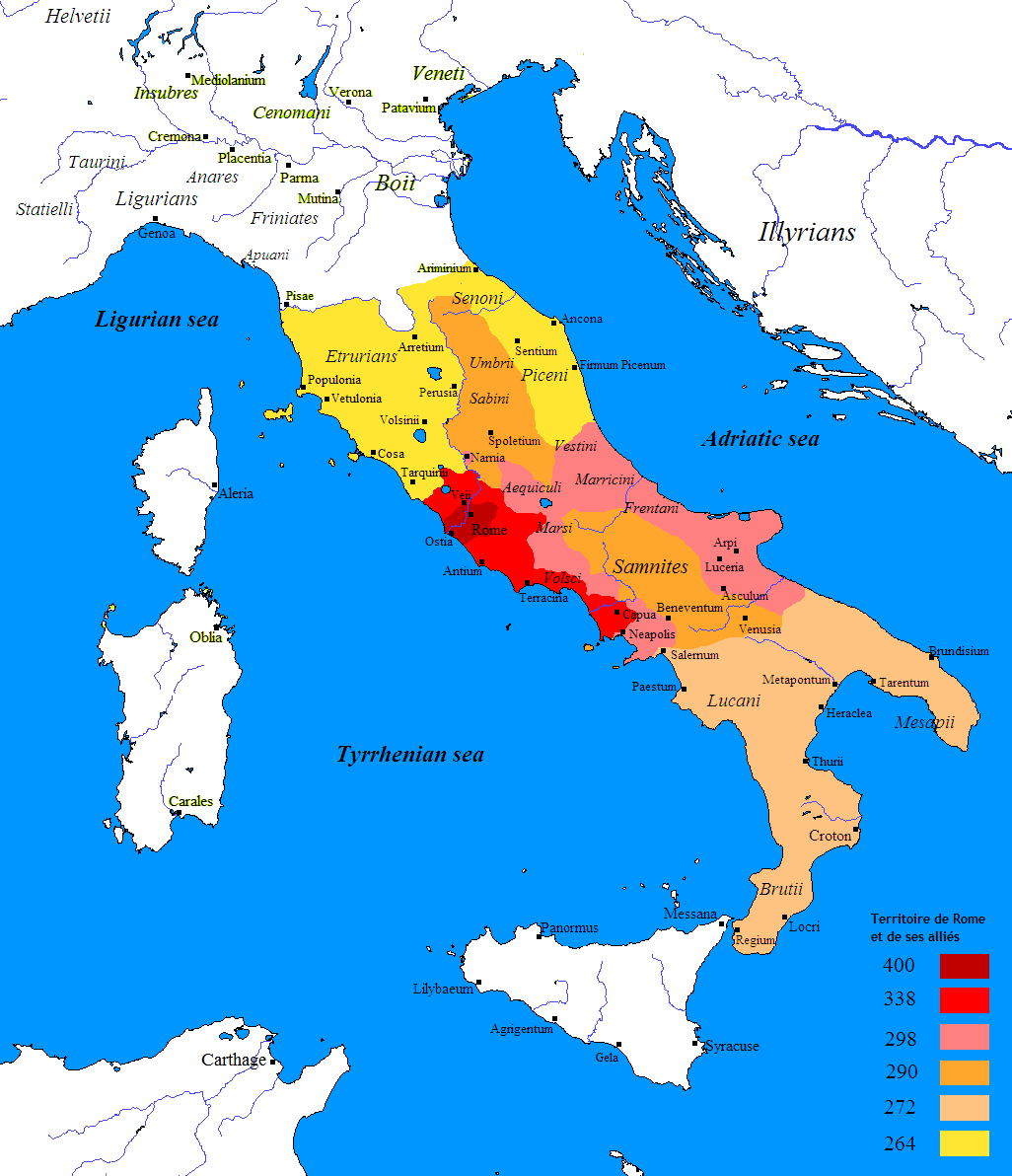
紀元前400年から264年にかけてのローマの拡大

最古の17農村トリブスの予想図（紫）

トリブスとは、投票権を持つ完全なローマ市民権（civitas optimo iure）を持った市民を、ケンスス（国勢調査）時に居住地や資産の場所に応じて各トリブスに登録していったもので、トリブス民会の投票単位でもあり、徴税や募兵のための単位となった行政区画であった。
ローマ市内を4つに区切った都市トリブス（tribus urbana）と、郊外に位置した農村トリブス（tribus rustica）とに分けて扱われ、紀元前5世紀の時点で17の農村トリブスがあったと考えられている。その後、共和政ローマの伸張に伴い農村トリブスの数が増やされた。紀元前241年に最後の追加が行われ、最終的には4つの都市トリブスと31の農村トリブスの合計35トリブスとなった。

## 機能

### 兵役
ローマ軍団兵の募集は、執政官が毎年の民会で召集する日を発表する。その日に兵役年齢に達した人々がローマに集まり、各軍団のトリブヌスがくじを引き、各トリブスから同じような年齢と体格のものを軍団の数だけ選び、くじの順番にその中から選択する。この順番を一つずつずらして何度も行い、各軍団の定員（通常4200、緊急時は5000）に達するまで行ったという。騎兵は10年、歩兵は46歳までに16年の兵役が課され、資産が400ドラクマ以上あれば、海兵にも登録された。トリブスだけからの軍団兵募集はいつまで行われていたのか諸説あるが、紀元前3世紀末までとも考えられている。こうした兵役は市民の義務（munus）であった。

### 投票単位
トリブスはトリブス民会とプレブス民会における投票単位であり、1トリブスにつき1票を持っていた。後に恐らく紀元前3世紀中頃と考えられているケントゥリア民会の改革によって、トリブスとケントゥリアの結合が図られると、トリブス民会における立法と下位政務官の選出に加え、ケントゥリア民会で行う高位政務官の選出にも影響を及ぼす投票単位としてのトリブスはますます重要になっていった。恐らくこの頃にはトリブス票の動向はほぼ完全にそのトリブスの支配的な有力氏族が握っており、その影響力をケントゥリア民会にまで及ぼすための改革ではないかとする説もある。

#### 選挙運動
選挙のたびに各トリブスの代表団はローマへ行く必要があり、そのためにおそらくローマの中心地に各トリブスの本部が設置された。また選挙の候補者や支援者は各トリブスを回って支援を訴えていた。本部はカンプス・マルティウスにあり、そこで票と交換する証明書を発行していたのではないかという推測もある。
共和政の後期には、毎年7月に執政官とプラエトルの選挙が行われていたが、全国から農村トリブスの資産家がローマへやってきており、彼らの影響力は都市トリブスのプレブスよりもずっと大きかった。投票の際には順番が決まっており、パピリア区が最初に投票したことが分かっている。
ディウィソレス（divisores、分けるものたち）と呼ばれるトリブス票のまとめ役がいたが、彼らは候補者からトリブスへ賄賂を渡す役割も担った。例えばアウグストゥスの父ガイウスは、裕福ではあったがこのディウィソレスであった。彼らは元々自分の所属するトリブスの有力者から金銭を受け取り配っていたが、徐々に他のトリブスの有力者のためにも票を取りまとめるようになったという。対立候補を落選させるため、全トリブスのディウィソレスを家に集め、金銭を与えるものもいた。こうした不正な選挙運動（Ambitus）に対する規制法は共和政末期に幾度も定められているが、あまり効果がなかったと見られている。
また、投票の際、候補者がいかにも名前を覚えているかのように人々に呼びかけるため、どこの誰が投票しているのか候補者に教えるための奴隷（nomenclator）もいたといい、後に違法とされたが必要悪とも認識されていた。
ただ、トリブスを同じくする人たちの面倒をみたり、友人の立候補者のために自分のトリブス票を集めたりすることは礼儀にのっとった昔からの人間関係と見なされており、また同じトリブスに所属する有力者主催の競技会や晩餐会に招待される慣習もあったようである。また報酬を得て候補者の太鼓持ちとして付き従い、いかに立派な人間であるかアピールする人々も存在したが、恩義を受けても貧困ゆえに返すことも出来ず、せめてもと選挙運動に付いて回る人々もいたという。

### 徴税
戦時特別税（トリブトゥム）の徴収もトリブス単位で行われていた。詳しい実態は不明だが、恐らくある程度の資産を持ったトリブニ・アエラリイ（tribuni aerarii）と呼ばれる人々が、ケンススによって明らかになった資産額に応じて個人から徴収し、兵士に支給していたと考えられている。このトリブニ・アエラリイの徴税官としての役割は第二次ポエニ戦争後にはクァエストルに取って代わられたと考えられており、戦時特別税も第三次マケドニア戦争によってローマの資金が潤沢となったことから、それ以降徴収されることはなくなっていった。

### 裁判
市民が政務官より死刑、もしくは上限を超える罰金刑を言い渡された場合、民会で審判が行われた。死刑の場合はケントゥリア民会、罰金刑はトリブス民会の役割だった。こうした政務官の判定に不服がある場合の上訴についてはプロウォカティオ（provocatio、アピール）と呼ばれ、古くはプブリウス・ウァレリウス・プブリコラから幾度か法整備されている。ただし独裁官や常設審問所（quaestiones）の判決は覆せなかった。
恐らく紀元前2世紀頃には、各トリブスから3人ずつ民事法廷での審判人が選ばれ、ケントゥムウィリ（centumviri、百人委員会）と呼ばれており、また紀元前1世紀となると、公判でも審判人として15人ずつが選ばれるようになった。この百人委員会の起源については、十二表法以前とする説もある。主に資産や相続の問題に関わっていたと考えられており、通常まずプラエトルに対して訴えがなされ、百人委員会から選ばれたグループの一つへ送られた。3世紀まで存続していたとされる。
審判人は元々元老院議員のみで構成されていたが、紀元前123年の護民官グラックス弟によって定められたセンプロニウス法の一つ（Lex Sempronia indiciaria）によって、議員の代わりにエクィテスが選出されるようになった。後にスッラの定めたコルネリウス法の一つ（Lex Cornelia iudiciaria）によって議員が審判人に復活したが、紀元前70年にプラエトルだったルキウス・アウレリウス・コッタが定めた法（Lex Aurelia iudiciaria）によって、元老院議員、エクィテスと、以前の徴税官と同じ名称のトリブニ・アエラリイと呼ばれる層とが同数選出されるようになった。後にカエサルによってトリブニ・アエラリイは審判人から外されている。

## 起源

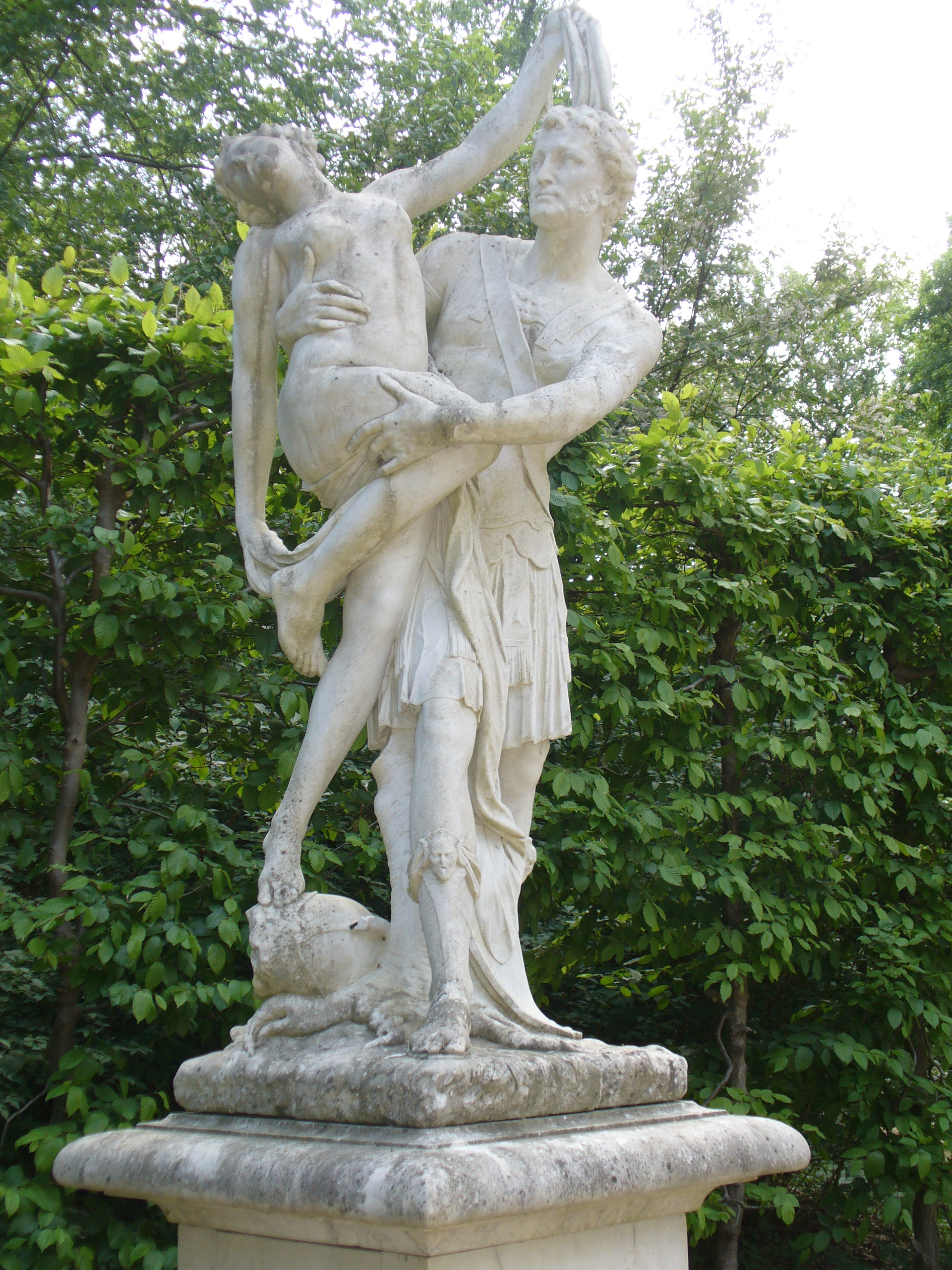
ゲオルク・フランツ・エベンヘッヒ作、『ローマ人によるサビニ女の誘拐』（サンスーシ宮殿所蔵、1750年頃）

### ロムルス
紀元前753年、古代ローマはロームルスによってパラティヌスの丘に建国されたと伝えられる。キケロによれば、共同統治者であったサビニ人のティトゥス・タティウスの死後、ロムルスは以下の3つのトリブスを創設したという。
- ラムネス（Ramnes）、ロムルスの名から
- ティティエス（Tities）、タティウスの名から
- ルケレス（Luceres）、サビニ人との戦い（サビニの女たちの略奪）で命を落とした友人ルクモ（Lucumo、名前からエトルリア人と思われる）の名から[注釈 5]。

ロムルスはそれぞれのトリブスにその長として1人のトリブヌスを選び、更に各トリブスを10に細分化してそれをクリアとし、それぞれのクリアに1人のクリオ（クリア長）を定めたという。
この初期の3つのトリブスがどのような区分で作られたのかについては、
- その名称からそれぞれローマ人、サビニ人、エトルリア人の民族毎であるとする説
- それに加えて住居もそれぞれの民族で分かれていたとする説
- いくつかの氏族単位で区分されたとする説
- 3つのトリブスが早々に解体され騎士ケントゥリアの名前[注釈 6]にしかその名残を認められない事から、元々クリアのみしかなく3つのトリブスは後世の創作であるとする説

など、様々な考察がなされている。また、トリブスの語源がラテン語で3を表す”tres”（トレス）であるのかどうかもはっきりしていない。

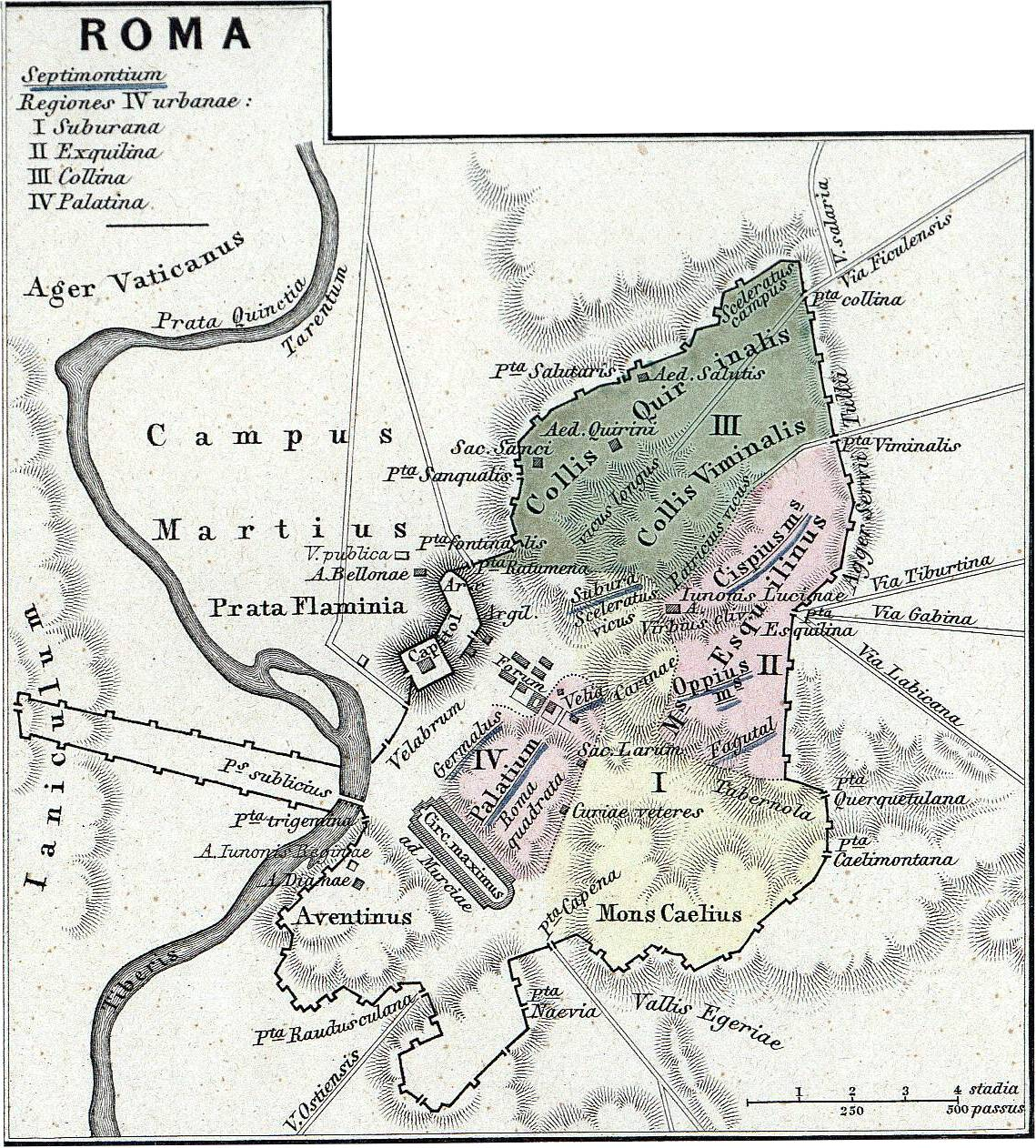
セルウィウス城壁と各トリブス（ローマ数字）の位置関係

### セルウィウス改革

#### 都市トリブス
リウィウスによれば、王政ローマ6代目セルウィウス・トゥッリウス王はケンスス （国勢調査）を行い、資産に応じて市民を6つのクラシス（階級）に分け、ケントゥリア（百人隊）を整備したが、そのとき街を4つの区域に分け、正に地区として4つのトリブスを定めたとしており、トリブスの由来をトリブトゥム（Tributum、分担する）であろうとしている。トゥッリウス王はケンススの終了時に行うルーストルム（Lustrum、清めの儀式）を4回行ったという。
ハリカルナッソスのディオニュシオスによれば、トゥッリウス王はローマの七丘をセルウィウス城壁で囲むと、ローマの街を4つの区域に分けて住民を登録した。丘にちなんでそれぞれ、
- パラティナ（Palatina）区
- スブラナ（Suburana）区
- コッリナ（Collina）区
- エスクィリナ（Esquilina）区

と名付けられ、住民が他の区に移住することも登録し直す事も禁じると、以後これまでの3つに代わってこの4つのトリブスが行政の基本とされたという。

#### 農村トリブス
ディオニュシオスはまた
- 紀元前3世紀の歴史家クィントゥス・ファビウス・ピクトルの、トゥッリウスは国全体を26に細分化し、それに4つの都市トリブス（先出のローマ市内に作られた4つのトリブス）を加えて全部で30のトリブスを作ったという説
- 恐らく紀元前2世紀の歴史家ウェンノニウスによる、全体を31に区分して4つの都市トリブスを加え（最終的なトリブス数と同じ）35のトリブスを作ったという説

を紹介しているが、より信頼に値するカトはいくつに分けたかは記していないとしている。こうした各トリブスには高台に避難所が設けられ、徴税や徴兵、祭祀のための役人が置かれたという。この26という数字は紀元前1世紀の歴史家マルクス・テレンティウス・ウァロの『De vita populi romani』の断片にも現れており、これもほぼ間違いなくトゥッリウスによる分割を指すと考えられている。
この4つの都市トリブス以外の農村トリブスについては、王政ローマ2代目のヌマ・ポンピリウスが平和のために農業を奨励し、領土をパギ（pagi、pagusの複数形）と呼ばれる地区に分けて監督したとプルタルコスが書き残している。ディオニュシオスも農村に設けられた避難所はπάγος（岩山）と呼ばれ、トゥッリウスは農村トリブスで毎年守護神に生け贄を捧げるパガナリア（Paganalia）祭を行うよう定めたとしており、農村部ではトリブスではなくパグスと呼ばれていた可能性があり、ほかにも都市はトリブスで農村はパグスとも読める史料も存在はしている。
この農村トリブスの数については、リウィウスが紀元前495年にただ「ローマに21のトリブスが設置された」とだけ書いているが、本来のリウィウスの写本においては、紀元前495年時点では31トリブスとするものがほとんどであり、その後のリウィウスの記述と矛盾することから21に校訂されている。
このセルウィウス改革については、
- ディオニュシオスの記述から、農村部については元々存在していたコミュニティとしてのパグスをトリブスに編成していったのではないかという説
- リウィウスが都市トリブスにしか触れていないことから、農村部についてはそれを支配する有力氏族との兼ね合いから手つかずで、王権の強化のため、従来のクリアに属することが出来ない商業などに携わる自由民を取り込むため都市トリブスを編成したとする説
- 単純に周辺部から流入していた人々を取り込むためにトリブスを再編成したという説

などがある。
また農村トリブスの名称について、執政官クラスを出した氏族から来ているであろう名称が多いが、他の一部は地名から来ているという説や、単に執政官クラスを出さなかっただけでそのために名称を知られていない氏族からであるという説もある。一方、最初期のケンソルが不定期に選出されていたことから、農村トリブスはそのトリブス設置法を通した氏族の名前を冠しているのではないかとする説もある。その場合、リウィウスの記述とは大きく異なる時期が想定される。
- ロミリア区
  - ティトゥス・ロミリウス・ロクス・ウァティカヌス（紀元前455年の執政官）
- パピリア区とセルギア区
  - パピリウス氏族が高位政務官を出し始めた紀元前441年より後の紀元前435年もしくは紀元前430年のケンソル
- クラウディア区
  - フィデナエ陥落後のアッピウス・クラウディウス・クラッスス (紀元前424年の執政武官)
- クルストゥミナ区
  - クラウディア区設立以降
- ガレリア区（地名）
  - ウェイイ近辺であることから紀元前403年のケンソル、マルクス・フリウス・カミッルス

## 拡張
ローマ領は公有地（ager publicus）とそれ以外（ager Romanus）とに分けて考えられ、トリブスとして登録されたのは公有地以外であった。ローマ領の拡大に伴って植民市の建設（deductio coloniae）が行われた場合や、植民者にある程度の公有地を個別に与える「個人的土地分配（adsignatio viritim）」が行われた場合に、既存の農村トリブスに追加して登録されるか、必要に応じて新トリブスが設立された。

### 個人的土地分配
ローマは征服した地を併合して公有地とし、橋頭堡としてのラテン植民地を作り、残ったところに市民が個人的土地分配を受けて入植したのではないかとも考えられており、トリブスが設立される時にノビレスも参加したことが見て取れるという。また紀元前200年には、大スキピオの配下であった退役兵にも個人的土地分配が行われている。しかし、この個人的土地分配はトリブス間のバランスを取ることが難しく、トリブスの新設がなくなるとともに減少していった。

### ペレグリニ

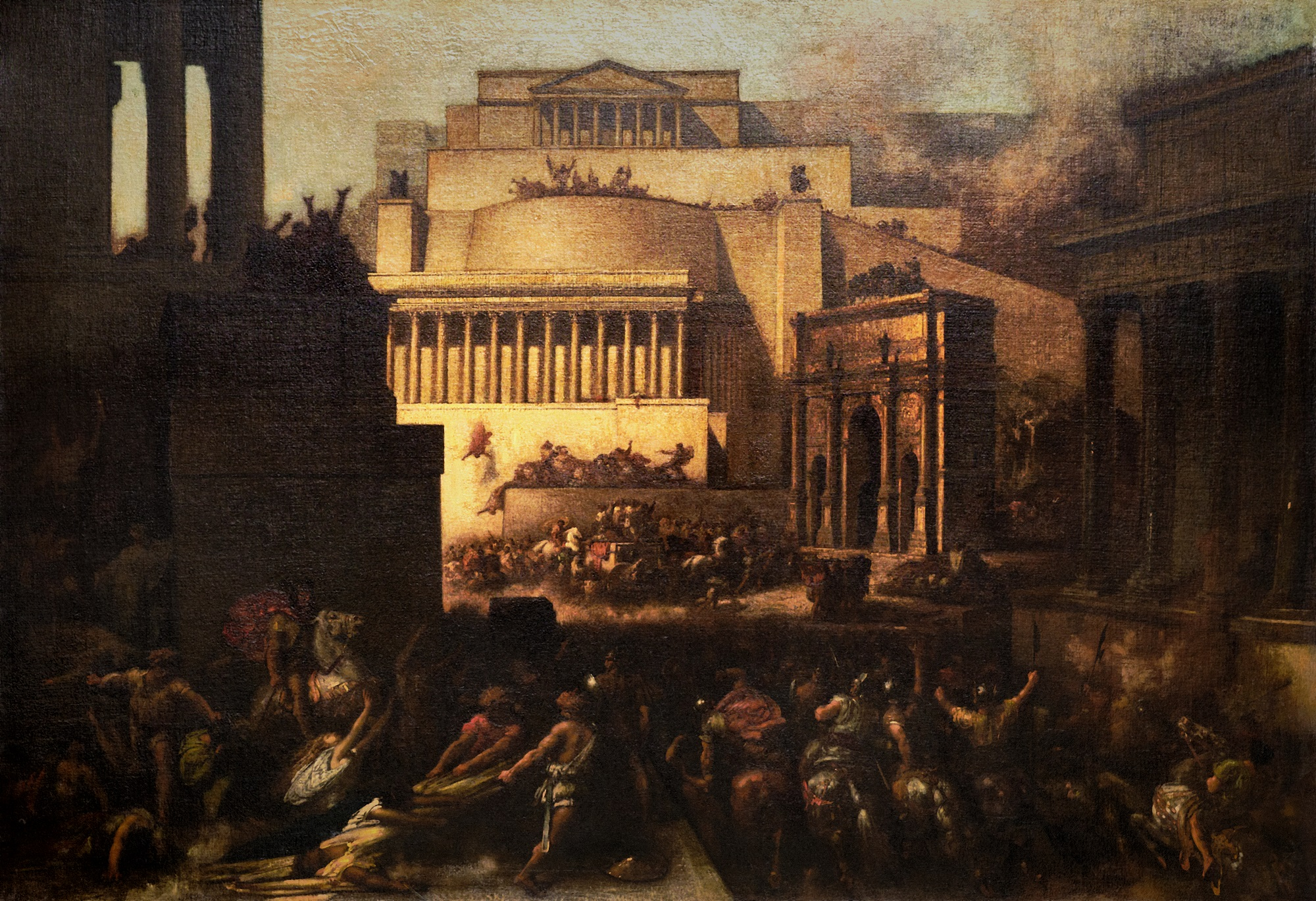
フランソワ＝ニコラ・シフラール画、『ガリア人によるローマ劫掠』（サントメール市立美術館所蔵、1863年）

他の民族に対しては、トリブス新設の際には特権を与えられていた外国人を取り込んでいた可能性があり、紀元前4世紀前半、マルクス・フリウス・カミッルスによるラティウム平定の際、無抵抗で降伏したトゥスクルム（現フラスカーティ近郊）には完全な市民権が与えられた例もあるが、制限された市民権を与えた場合もある。
紀元前353年にカエレ人（現チェルヴェーテリ）に対し、ローマがガリア人に占領された際にウェスタの処女と共に神器を保管してくれた御礼として、初めて「投票権なき市民権（civitas sine suffragio）」が与えられた、というのが帝政ローマ時代の定説となっていた。ただ、この「投票権なき市民権」を与えた例は紀元前3世紀中頃が最後で、それから紀元前2世紀にかけて「投票権なき市民権」を持つ外国人に民会の決議によって完全な市民権を与えるようになり、また紀元前2世紀頃から、新たに植民市を創設する際には一定数の外国人（ペレグリニ）を取り込み、彼らもトリブスに登録するようになっていった。
投票権なき市民権を持った人々も、兵役義務は果たしていたと考えられ、軍団に組み込まれたのか、それとも言語の違いなどから別部隊とされたのか諸説ある。

### 分断
このような経緯からひとつのトリブスが連続した領域を持っていたとは限らない。そもそも土地を区分した後に人々が移住するわけではなく、植民市建設や個人的土地分配によって移動したり増えた市民を各トリブスに登録していった訳で、むしろ戦略的な防衛上の必要性から、ラテン植民市や他民族の有力都市の領域の間に配置された可能性が高く、後々それらの都市が完全な市民権を得ることで、トリブスの分断が解消されたのではないかと考えられている。
しかし結局、ローマがイタリア半島を統一し、全イタリアの自由人に市民権が与えられたキケロの時代になると、イタリア中にバラバラに分断されたトリブスを覚えるのは選挙の立候補者にとって一苦労であったらしい。

### ケンソル
ケンスス（国勢調査）は元々王や執政官が行っていたが、紀元前5世紀中頃にそのための政務官ケンソルが設置された。ケンススはトリブス単位で行われ、各市民はそれぞれ個人名、氏族名、父または保護者名、所属トリブス、家族名、年齢、所有資産が登録された。3文字に省略されるトリブス名は、市民の正式名称の一部だった。例えば、弁護士にして文筆家としても有名なキケロの公文書における表記は、M. Tullius M. f. Cor. Cicero（マルクス・トゥッリウス、マルクスの子、コルネリア区所属、キケロ）である。
紀元前4世紀中頃から、ケンスス時に（おそらく関連法案に従って）トリブスの再編、追加が行われるようになった。また、不品行な者に罰を与えるケンソルの譴責（censoria nota）の一つとして、「トリブスから移す（tribu movere）」ことが行われるようになった。例えば古代ローマでは演劇は卑しいものと見なされ、役者がこの譴責を受けている。従来これは文字通りトリブスからの排除、もしくは都市トリブスへ移されると考えられており、土地を持った人々が登録された農村トリブスから、解放奴隷や非嫡出子が多く登録されていた都市トリブスへのある意味格下げと考えられてきたが、史料が少ないため根拠が薄く、必ずしもそうでないとする説も出てきている。また、恐らく戦時特別税を加重にかけられるアエラリイ（aerarii、aerariusの複数形）という身分に落とされる譴責もあり、その者たちは元々は名誉ある地位であったはずの「カエレ人の表（Tabulae Caerites）」にその名が刻まれる習慣が出来あがったとされる。
このケンソルの譴責では、紀元前204年、お互いのケンソルが公有馬を没収しあい、更には一人がもう一人をアエラリイに落とすと、報復にもう一人が全35トリブスのうち34トリブスまでを丸ごとアエラリイに落とす処分を下したエピソードがある。以前受けた個人的な恨みを晴らすためと、無実の罪を民会によって有罪とされた報復のためであった。
民会での立法によって都市や民族に対する市民権の付与が決定されたとしても、後のケンススで個別に調査の後トリブスに登録される必要があった。またケンソルは資産に応じてケントゥリア民会における登録クラシスも決定するため、非常に大きな影響力を持っていた。

### 無産市民
紀元前312年には、これまで土地を持っていた市民のみを登録していたトリブスに、土地を持たない解放奴隷などの無産市民も登録することを決定したが、紀元前304年に、無産市民は4つの都市トリブスのみに登録されるように変更される。この方針は紀元前220年に再確認されたが、紀元前2世紀にはケントゥリアの第1・第2クラシスに相当する資産を持った解放奴隷は農村トリブスへの登録が認められるようになっていた。しかし紀元前168年には、ケンソルの一人が解放奴隷・無産市民のトリブスからの追放を主張し、結果として解放奴隷や無産市民はくじ引きで決定した都市トリブスのうちのひとつに登録されるようになる。そうしたことから、農村トリブスに比べ都市トリブスは劣ったものという認識がなされるようになっていった。ただ、都市トリブスでも解放奴隷や非嫡出子が多く登録されていたコッリナ区とパラティナ区には、同時にエクィテスや元老院議員、果てはパトリキの家系も登録されていたという指摘もある。
その後も解放奴隷に市民権を与えることで自己の権力の源にしようという扇動政治家は現れるが、特に激しくなるのは内乱の一世紀に入ってからで、紀元前130年頃に無記名投票が導入されると解放奴隷の票のコントロールが効かなくなり、また紀元前58年に小麦の支給が無料化されたことによって、奴隷を解放して彼らに支給される小麦を差し出させる主人が続出した。穀物供給担当官だったポンペイウスは、激増した解放奴隷を把握するために調査を行う必要があったほどで、解放奴隷を煽り、市民権を与えることを約束して味方につけようとする護民官、ガイウス・マニリウスは、解放奴隷をその元主人と同じトリブスに登録することで都市トリブスでの票読みを激変させようとしたり、プブリウス・クロディウス・プルケルは一度は元老院によって解散させられた解放奴隷のギルドを復活させ、パラティナ区やコッリナ区の支持者からなる暴徒を政治に利用した。
スエトニウスによれば、カエサルは穀物無償受給者を32万人から15万人まで減らし、ギルドを解散して8万人の解放奴隷を海外の植民地へ送ったという。

### 同盟市戦争

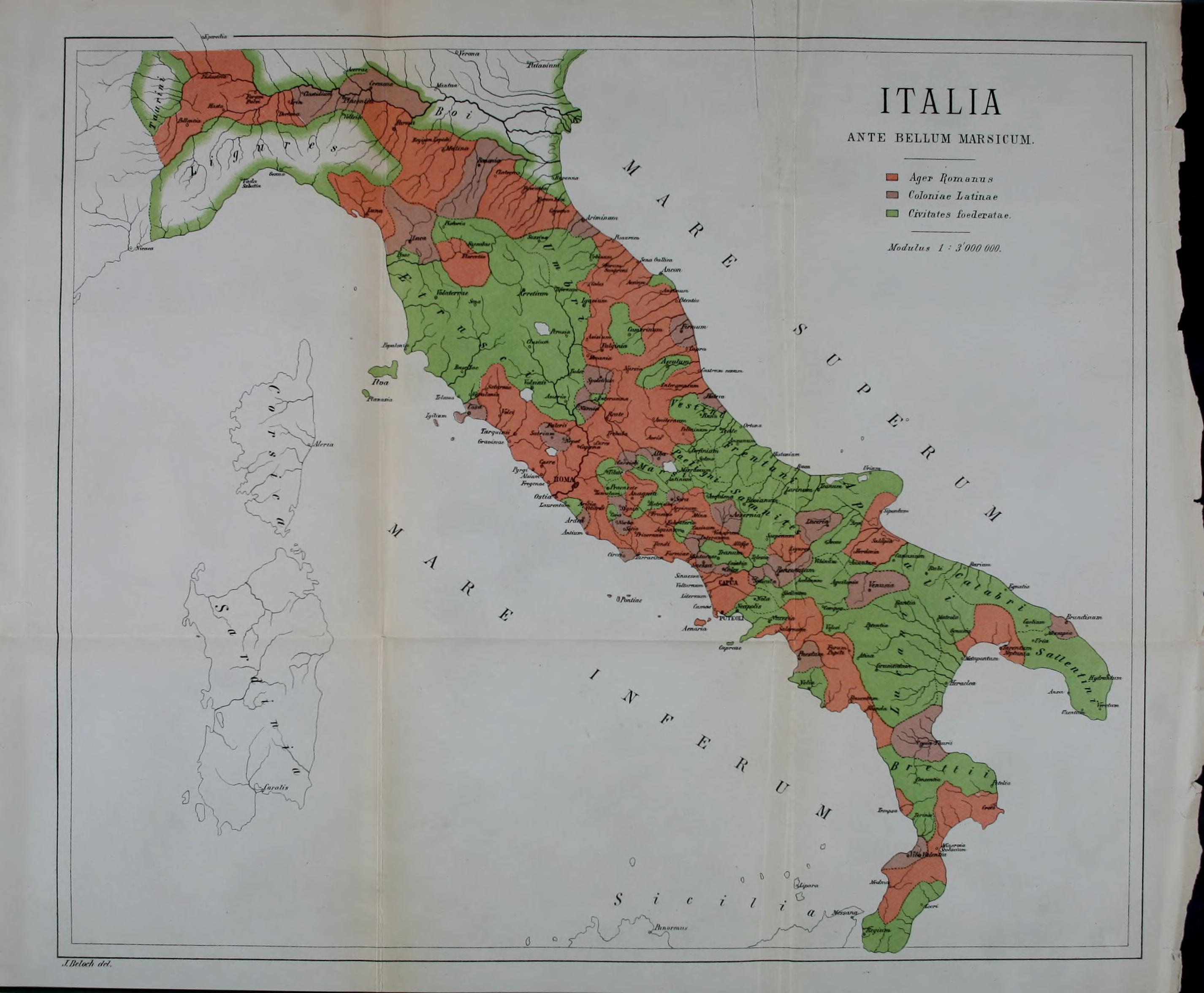
同盟市戦争前のイタリア半島。赤のローマ領、茶色のラテン植民市、緑の同盟国が複雑に入り組んでいる

ラテン植民市独自の最高政務官とその子供には、恐らく紀元前123年にローマ市民権を与える事が決定されていたが、紀元前1世紀初頭の同盟市戦争によって、原則としてポー川以南の全自由人にローマ市民権が与えられる事が決定された。これによって公有地以外の土地は市民権を得た自治市に振り分けられ、「個人的土地分配」も吸収されることとなったが、新市民をどのトリブスに登録するかは大きな問題で、彼らのために既存の35トリブスの後に投票する10トリブス新設が決定され、ユリウス法を定めたルキウス・カエサルがケンソル職に就いたが、マリウス派とスッラ派の争いのためケンススを行うことが出来なかった。最終的にはキンナの影響力によって、紀元前86年からのケンススで新市民は既存の31農村トリブスに登録されることとなったと考えられている。
相次ぐ内乱で過疎化の進んでいた一部の農村トリブスは、元ラテン植民市や新市民登録による新たなコミュニティ形成によって、その重要性を徐々に失っていくこととなる。ケンススではトリブスではなくムニキピウムへの住民登録に置き換えられた。ヘラクレアの青銅板の裏面に刻まれた内容から、遅くとも同盟市戦争後には、ローマのケンススに合わせて各地方自治体ごとにケンススを行い、ケンソルにデータを提出するよう定められていたことが分かっている。また、同盟市民軍（アラエ）が正規軍（レギオ）化したことで、徴兵係（コンクィシトル）は地元の有力者の協力によって各地で徴兵するようになった。
共和政下で行われたケンススは紀元前70年が最後であり、このときに登録されたローマ市民の数は、前回からほぼ倍増した。これにはポンペイウスの影響が強く示唆され、スッラ派に対抗するためであったとする説もあるが、単純に前回のケンススでは全イタリア人を登録しきれなかったのではないかとする説もある。その後の市民の登録については、恐らく自治市に登録された者はトリブス民会での投票が許可され、ケントゥリア民会における登録クラシス（階級）は父親のものを継いだのではないかと予想されている。

### 退役軍人
マリウスの軍制改革によってローマ軍の主力に無産市民が増加し、退役後土地を与えられ市民権を取得すると、彼らをどのトリブスに登録するか決定する権利は、有力な将軍への論功行賞として与えられるようになった。例えばグナエウス・ポンペイウス・ストラボは、ヒスパニアの騎兵中隊に市民権を授与する権利を与えられており、第二次三頭政治時代のオクタウィアヌスは退役兵とその家族に好きなトリブスに登録する権利を与えている。

## 一覧
| 設立年          | 名称           | 略号 | 名称の由来 | 起源                                   | 備考           |
| --------------- | -------------- | ---- | ---------- | -------------------------------------- | -------------- |
| 紀元前6世紀中頃 | スブラナ区     | Suc. | 丘の名前   | セルウィウス・トゥッリウス王による創設 | 劣ったトリブス |
| 紀元前6世紀中頃 | エスクィリナ区 | Esq. | 丘の名前   | セルウィウス・トゥッリウス王による創設 | 劣ったトリブス |
| 紀元前6世紀中頃 | コッリナ区     | Col. | 丘の名前   | セルウィウス・トゥッリウス王による創設 |                |
| 紀元前6世紀中頃 | パラティナ区   | Pal. | 丘の名前   | セルウィウス・トゥッリウス王による創設 |                |

| 設立年            | 名称             | 略号 | 名称の由来             | 起源                                 | 拡張（同盟市戦争前）                                                           | 拡張（同盟市戦争後）   | 所属著名人                       |
| ----------------- | ---------------- | ---- | ---------------------- | ------------------------------------ | ------------------------------------------------------------------------------ | ---------------------- | -------------------------------- |
| 紀元前6世紀中頃？ | アエミリア区     | Aem. | アエミリウス氏族       |                                      | 分断された拡張                                                                 |                        |                                  |
| 紀元前6世紀中頃？ | カミリア区       | Cam. | カミリウス氏族？       |                                      | ティブル領、分断された拡張                                                     |                        |                                  |
| 紀元前6世紀中頃？ | コルネリア区     | Cor. | コルネリウス氏族       |                                      | 分断された拡張、アルピヌムやウンブリアの一部                                   | 6分割                  | キケロ                           |
| 紀元前6世紀中頃？ | ファビア区       | Fab. | ファビウス氏族         |                                      | 分断された拡張                                                                 |                        | カエサル                         |
| 紀元前6世紀中頃？ | ガレリア区       | Gal. | ガレリウス氏族？地名？ |                                      | ウェイイ領、分断された拡張、大スキピオ配下の退役軍人                           | ヒルピニ族             |                                  |
| 紀元前6世紀中頃？ | ホラティア区     | Hor. | ホラティウス氏族       |                                      | アリキアなど、分断された拡張                                                   |                        |                                  |
| 紀元前6世紀中頃？ | レモニア区       | Lem. | レモニウス氏族？       |                                      |                                                                                |                        |                                  |
| 紀元前6世紀中頃？ | メネニア区       | Men. | メネニウス氏族         |                                      | ペドゥム領、プラエネステ領など、分断された拡張                                 |                        |                                  |
| 紀元前6世紀中頃？ | パピリア区       | Pap. | パピリウス氏族         |                                      | トゥスクルム領など、分断された拡張                                             |                        |                                  |
| 紀元前6世紀中頃？ | ポッリア区       | Pol. | ポッリウス氏族         |                                      | 分断された拡張、アエミリア街道沿い、リグーリア州やガリア・キサルピナの一部など | 拡張なし               | マルクス・リウィウス・サリナトル |
| 紀元前6世紀中頃？ | プピニア区       | Pup. | プピニウス氏族         |                                      | 分断された拡張、カンパニア州とウンブリア州の一部                               | 衰退                   |                                  |
| 紀元前6世紀中頃？ | ロミリア区       | Rom. | ロミリウス氏族         | ロムルスがウェイイから奪った土地が元 | ウェイイ領                                                                     | ソラ                   |                                  |
| 紀元前6世紀中頃？ | セルギア区       | Ser. | セルギウス氏族         |                                      | 分断された拡張、サビニ領                                                       | マルシ人、パエリグニ族 |                                  |
| 紀元前6世紀中頃？ | ウォルティニア区 | Vol. | ウォルティニウス氏族   |                                      | 分断された拡張、サムニウムへのスキピオ配下退役軍人入植、エトルリアの一部など   | サムニウム             |                                  |
| 紀元前6世紀中頃？ | ウォトゥリア区   | Vot. | ウォトゥニウス氏族？   |                                      | オスティア、アンティウムなど                                                   |                        |                                  |
| 紀元前495年？     | クラウディア区   | Cla. | クラウディウス氏族     | 氏族が移住したティベリス川東岸       | フィデナエ、アエクイ族領など                                                   | アプリア               |                                  |
| 紀元前495年？     | クルストゥミナ区 | Clu. | クルストゥメリウム     | クルストゥメリウム領                 | サビニ領、分断された拡張                                                       | ポンペイウス           |                                  |

| 設立年      | 名称               | 略号 | 名称の由来                                 | 起源                                                     | 拡張（同盟市戦争前）               | 拡張（同盟市戦争後） | 所属著名人                     |
| ----------- | ------------------ | ---- | ------------------------------------------ | -------------------------------------------------------- | ---------------------------------- | -------------------- | ------------------------------ |
| 紀元前389年 | アルネンシス区     | Arn. |                                            | ウェイイ                                                 |                                    |                      | ガイウス・クラウディウス・ネロ |
| 紀元前389年 | サバティナ区       | Sab. |                                            | ウェイイ                                                 | 分断された拡張、エトルリアの一部   | エトルリアの一部     |                                |
| 紀元前389年 | ステッラティナ区   | Ste. |                                            | ウェイイ                                                 | 分断された拡張                     | エトルリアの一部     |                                |
| 紀元前389年 | トロメンティナ区   | Tro. |                                            | ウェイイ                                                 | 分断された拡張                     | エトルリアの一部     |                                |
| 紀元前358年 | ポブリリア区       | Pob. | プブリリウス氏族                           | ウォルスキ族領？                                         | アナグニア（ヘルニキ）             | ヘルニキ領           |                                |
| 紀元前358年 | ポンプティナ区     | Pom. |                                            | ウォルスキ族領？                                         | 分断された拡張、リグリアの一部     | ルカニア人           |                                |
| 紀元前332年 | マエキア区         | Mae. |                                            | ラヌウィウム人                                           |                                    | 5分割                |                                |
| 紀元前332年 | スカプティア区     | Sca. | 消滅した都市スカプティア                   | ウェリトラエ人                                           | ウェリトラエ領                     |                      |                                |
| 紀元前318年 | ファレルナ区       | Fal. | ヴォルトゥルノ川沿いのアゲル・ファレルヌス | 個人的土地分配                                           | プテオリなど、分断された拡張       |                      |                                |
| 紀元前318年 | オウフェンティナ区 | Ouf. | ウフェンス川                               | プリウェルヌム領の個人的土地分配                         | テッラキナなど、分断された拡張     |                      |                                |
| 紀元前299年 | アニエンシス区     | Ani. | アニオ川峡谷                               | ラテン人領への個人的土地分配                             | 投票権なき市民権からの昇格         |                      |                                |
| 紀元前299年 | テレティナ区       | Ter. | flumine Terede                             | 元フルシノ領                                             | 元アウルンキ領への入植             | ラテン植民市の一部   |                                |
| 紀元前241年 | クィリナ区         | Qui. |                                            | デンタトゥスの征服したサビニ人の土地への個人的土地分配   |                                    |                      |                                |
| 紀元前241年 | ウェリナ区         | Vel. | Lacus Velinus                              | デンタトゥスの征服したプラエトゥッティ族の土地とピケヌム | 分断された拡張、バレアレス諸島など |                      |                                |